# Arora
Arora — кроссплатформенный браузер с открытыми исходными кодами, использующий браузерный движок WebKit, написанный с использованием библиотеки Qt. Браузер умеет работать со вкладками, имеет минималистичный интерфейс, простой журнал посещений, закладки, режим конфиденциальности, автозаполнение форм, фильтры блокирования рекламных объявлений и возможность установить пользовательскую таблицу стилей.

## История
Оригинальный код был написан сотрудником Trolltech Бенджамином Мейером («icefox»), одним из разработчиков Qt. Код был выпущен как демонстрационный браузер на Qt вместе с выходом версии 4.4.0, демонстрирующий возможности интеграции WebKit в Qt-приложения. После релиза Мейер отделил разработку и продолжил работать над программой самостоятельно, назвав браузер Arora..